# Primera División 2003/04
Die Primera División 2003/04 war die 73. Spielzeit der höchsten spanischen Fußballliga. Sie startete am 30. August 2003 und endete am 23. Mai 2004.
Vier Tage nach dem Gewinn des UEFA-Cups wurde der FC Valencia zum sechsten Mal spanischer Meister.

## Vor der Saison
- Als Titelverteidiger ging der 29-malige Meister Real Madrid ins Rennen. Letztjähriger Vizemeister wurde die Real Sociedad.
- Aufgestiegen aus der Segunda División sind Real Murcia, Real Saragossa und Albacete Balompié.

## Vereine
| Verein              | Stadt             | Stadion                         |
| ------------------- | ----------------- | ------------------------------- |
| Albacete Balompié   | Albacete          | Estadio Carlos Belmonte         |
| FC Barcelona        | Barcelona         | Camp Nou                        |
| Espanyol Barcelona  | Barcelona         | Olympiastadion Barcelona        |
| Athletic Bilbao     | Bilbao            | Estadio San Mamés               |
| Deportivo La Coruña | La Coruña         | Estadio Riazor                  |
| Real Madrid         | Madrid            | Estadio Santiago Bernabéu       |
| Atlético Madrid     | Madrid            | Estadio Vicente Calderón        |
| CD Málaga           | Málaga            | Estadio La Rosaleda             |
| Real Murcia         | Murcia            | La Condomina                    |
| RCD Mallorca        | Palma de Mallorca | Estadi de Son Moix              |
| CA Osasuna          | Pamplona          | Estadio El Sadar                |
| Real Sociedad       | San Sebastián     | Estadio Anoeta                  |
| Racing Santander    | Santander         | Campos de Sport de El Sardinero |
| Real Saragossa      | Saragossa         | La Romareda                     |
| Betis Sevilla       | Sevilla           | Estadio Manuel Ruiz de Lopera   |
| FC Sevilla          | Sevilla           | Estadio Ramón Sánchez Pizjuán   |
| FC Valencia         | Valencia          | Estadio Mestalla                |
| Real Valladolid     | Valladolid        | Estadio José Zorrilla           |
| Celta Vigo          | Vigo              | Estadio Balaídos                |
| FC Villarreal       | Villarreal        | Estadio El Madrigal             |

## Abschlusstabelle
| Pl. | Verein                | Sp. | S  | U  | N  | Tore    | Diff. | Punkte |
| --- | --------------------- | --- | -- | -- | -- | ------- | ----- | ------ |
| 1.  | FC Valencia           | 38  | 23 | 8  | 7  | 071:270 | +44   | 77     |
| 2.  | FC Barcelona          | 38  | 21 | 9  | 8  | 063:390 | +24   | 72     |
| 3.  | Deportivo La Coruña   | 38  | 21 | 8  | 9  | 060:340 | +26   | 71     |
| 4.  | Real Madrid (M)       | 38  | 21 | 7  | 10 | 072:540 | +18   | 70     |
| 5.  | Athletic Bilbao       | 38  | 15 | 11 | 12 | 053:490 | +4    | 56     |
| 6.  | FC Sevilla            | 38  | 15 | 10 | 13 | 056:450 | +11   | 55     |
| 7.  | Atlético Madrid       | 38  | 15 | 10 | 13 | 051:530 | −2    | 55     |
| 8.  | FC Villarreal         | 38  | 15 | 9  | 14 | 047:490 | −2    | 54     |
| 9.  | Betis Sevilla         | 38  | 13 | 13 | 12 | 046:430 | +3    | 52     |
| 10. | FC Málaga             | 38  | 15 | 6  | 17 | 050:550 | −5    | 51     |
| 11. | RCD Mallorca (P)      | 38  | 15 | 6  | 17 | 054:660 | −12   | 51     |
| 12. | Real Saragossa (N)    | 38  | 13 | 9  | 16 | 046:550 | −9    | 48     |
| 13. | CA Osasuna            | 38  | 11 | 15 | 12 | 038:370 | +1    | 48     |
| 14. | Albacete Balompié (N) | 38  | 13 | 8  | 17 | 040:480 | −8    | 47     |
| 15. | Real Sociedad         | 38  | 11 | 13 | 14 | 049:530 | −4    | 46     |
| 16. | Racing Santander      | 38  | 11 | 10 | 17 | 048:630 | −15   | 43     |
| 17. | Espanyol Barcelona    | 38  | 13 | 4  | 21 | 048:640 | −16   | 43     |
| 18. | Real Valladolid       | 38  | 10 | 11 | 17 | 046:560 | −10   | 41     |
| 19. | Celta Vigo            | 38  | 9  | 12 | 17 | 048:680 | −20   | 39     |
| 20. | Real Murcia (N)       | 38  | 5  | 11 | 22 | 029:570 | −28   | 26     |

Platzierungskriterien: 1. Punkte – 2. Direkter Vergleich (Punkte, Tordifferenz, geschossene Tore) – 3. Tordifferenz – 4. geschossene Tore

| (M) | amtierender Meister              |
| (P) | amtierender Pokalsieger          |
| (N) | Neuaufsteiger der letzten Saison |

## Kreuztabelle
| 2003/04             | FC Valencia | FC Barcelona | Deportivo La Coruña | Real Madrid | Athletic Bilbao |     | Atlético Madrid | FC Villarreal | Betis Sevilla | CD Málaga | RCD Mallorca | Real Saragossa | CA Osasuna | Albacete Balompié | Real Sociedad | Racing Santander | Espanyol Barcelona | Real Valladolid | Celta Vigo | Real Murcia |
| ------------------- | ----------- | ------------ | ------------------- | ----------- | --------------- | --- | --------------- | ------------- | ------------- | --------- | ------------ | -------------- | ---------- | ----------------- | ------------- | ---------------- | ------------------ | --------------- | ---------- | ----------- |
| FC Valencia         |             | 0:1          | 3:0                 | 2:0         | 2:1             | 1:0 | 3:0             | 4:2           | 2:0           | 1:0       | 5:1          | 3:2            | 0:1        | 0:1               | 2:2           | 1:2              | 4:0                | 1:1             | 2:2        | 2:0         |
| FC Barcelona        | 0:1         |              | 0:2                 | 1:2         | 1:1             | 1:1 | 3:1             | 0:0           | 2:1           | 3:0       | 3:2          | 3:0            | 1:1        | 5:0               | 1:0           | 1:0              | 4:1                | 0:0             | 1:1        | 3:0         |
| Deportivo La Coruña | 2:1         | 2:3          |                     | 2:0         | 2:0             | 1:0 | 5:1             | 0:1           | 2:2           | 1:0       | 0:2          | 4:1            | 2:0        | 3:0               | 2:1           | 1:1              | 2:1                | 1:1             | 3:0        | 1:0         |
| Real Madrid         | 1:1         | 1:2          | 2:1                 |             | 3:0             | 5:1 | 2:0             | 2:1           | 2:1           | 2:1       | 2:3          | 1:1            | 0:3        | 2:1               | 1:4           | 3:1              | 2:1                | 7:2             | 4:2        | 1:0         |
| Athletic Bilbao     | 1:1         | 0:1          | 1:0                 | 4:2         |                 | 2:1 | 3:4             | 2:0           | 1:1           | 2:1       | 4:0          | 4:0            | 1:1        | 1:1               | 1:0           | 1:2              | 1:0                | 1:4             | 0:0        | 2:1         |
| FC Sevilla          | 0:2         | 0:1          | 1:2                 | 4:1         | 2:0             |     | 1:0             | 2:0           | 2:2           | 0:1       | 3:0          | 3:2            | 1:0        | 2:0               | 1:0           | 5:2              | 1:0                | 1:1             | 0:1        | 1:0         |
| Atlético Madrid     | 0:3         | 0:0          | 0:0                 | 1:2         | 3:0             | 2:1 |                 | 1:0           | 2:1           | 2:0       | 2:1          | 1:2            | 1:1        | 1:0               | 4:0           | 2:2              | 2:0                | 2:1             | 3:2        | 1:1         |
| FC Villarreal       | 2:1         | 2:1          | 0:2                 | 1:1         | 0:1             | 3:3 | 0:0             |               | 1:0           | 2:0       | 0:2          | 1:1            | 1:0        | 2:1               | 2:0           | 6:3              | 0:1                | 3:1             | 1:1        | 1:0         |
| Betis Sevilla       | 0:1         | 1:1          | 0:0                 | 1:1         | 1:1             | 1:1 | 1:2             | 1:3           |               | 3:0       | 0:2          | 2:1            | 1:1        | 3:2               | 2:1           | 0:0              | 2:2                | 1:0             | 1:0        | 1:1         |
| CD Málaga           | 1:6         | 5:1          | 1:1                 | 1:3         | 2:1             | 2:0 | 3:1             | 0:0           | 2:3           |           | 3:1          | 2:1            | 0:0        | 1:1               | 1:2           | 1:0              | 5:2                | 2:3             | 2:1        | 1:0         |
| RCD Mallorca        | 0:5         | 1:3          | 4:2                 | 1:3         | 1:3             | 1:1 | 0:1             | 1:2           | 2:1           | 2:1       |              | 2:0            | 1:1        | 0:0               | 1:1           | 1:1              | 4:2                | 1:0             | 2:4        | 4:1         |
| Real Saragossa      | 0:1         | 2:1          | 0:1                 | 0:0         | 2:2             | 4:4 | 0:0             | 4:1           | 0:1           | 1:0       | 1:3          |                | 1:0        | 0:1               | 2:1           | 2:2              | 1:1                | 1:0             | 1:1        | 3:0         |
| CA Osasuna          | 0:1         | 1:2          | 3:2                 | 1:1         | 1:2             | 1:1 | 1:0             | 2:1           | 2:0           | 1:1       | 1:1          | 0:1            |            | 1:1               | 1:1           | 1:2              | 1:3                | 1:1             | 3:2        | 2:1         |
| Albacete Balompié   | 0:1         | 1:2          | 0:2                 | 1:2         | 1:1             | 1:4 | 1:1             | 2:0           | 1:0           | 0:1       | 2:0          | 3:1            | 0:2        |                   | 3:1           | 4:0              | 2:1                | 2:0             | 0:2        | 1:0         |
| Real Sociedad       | 0:0         | 3:3          | 1:2                 | 1:0         | 1:1             | 1:1 | 2:1             | 2:2           | 0:4           | 1:1       | 0:1          | 3:0            | 1:0        | 0:1               |               | 1:0              | 3:1                | 1:3             | 1:1        | 2:0         |
| Racing Santander    | 0:3         | 3:0          | 0:1                 | 1:1         | 1:2             | 0:4 | 2:2             | 0:2           | 1:2           | 4:2       | 2:1          | 1:2            | 0:0        | 0:2               | 0:1           |                  | 0:1                | 1:0             | 4:4        | 3:2         |
| Espanyol Barcelona  | 2:1         | 1:3          | 2:0                 | 2:4         | 2:1             | 1:0 | 3:1             | 1:2           | 1:2           | 1:2       | 2:0          | 0:2            | 0:1        | 1:1               | 1:1           | 0:1              |                    | 2:0             | 0:4        | 2:0         |
| Real Valladolid     | 0:0         | 1:3          | 1:1                 | 2:3         | 2:0             | 2:0 | 3:1             | 3:0           | 0:0           | 1:0       | 1:3          | 1:2            | 1:1        | 2:0               | 2:2           | 0:4              | 3:1                |                 | 0:2        | 0:0         |
| Celta Vigo          | 0:2         | 1:0          | 0:5                 | 0:2         | 0:2             | 0:0 | 2:2             | 2:1           | 0:2           | 0:2       | 1:2          | 0:2            | 1:0        | 2:2               | 2:5           | 0:1              | 1:5                | 3:2             |            | 1:1         |
| Real Murcia         | 2:2         | 0:2          | 0:0                 | 2:1         | 2:2             | 1:3 | 1:3             | 1:1           | 0:1           | 1:2       | 2:0          | 1:0            | 0:1        | 1:0               | 2:2           | 1:1              | 0:1                | 2:1             | 2:2        |             |

## Nach der Saison
Internationale Wettbewerbe
- 1. – FC Valencia – UEFA Champions League
- 2. – FC Barcelona – UEFA Champions League
- 3. – Deportivo La Coruña – UEFA-Champions-League-Qualifikation
- 4. – Real Madrid – UEFA-Champions-League-Qualifikation
- 5. – Athletic Bilbao – UEFA-Pokal
- 6. – FC Sevilla – UEFA-Pokal
- 7. – Atlético Madrid – UEFA Intertoto Cup
- 8. – FC Villarreal – UEFA Intertoto Cup
- Gewinner der Copa del Rey – Real Saragossa – UEFA-Pokal

Absteiger in die Segunda División
- 18. – Real Valladolid
- 19. – Celta Vigo
- 20. – Real Murcia

Aufsteiger in die Primera División
- UD Levante
- CD Numancia
- FC Getafe

## Pichichi-Trophäe
Die Pichichi-Trophäe wird jährlich für den erfolgreichsten Torschützen der Spielzeit vergeben.
| Pl. | Nat.      | Spieler         | Verein             | Tore |
| --- | --------- | --------------- | ------------------ | ---- |
| 1   | Brasilien | Ronaldo         | Real Madrid        | 24   |
| 2   | Brasilien | Júlio Baptista  | FC Sevilla         | 20   |
| 3   | Spanien   | Mista           | FC Valencia        | 19   |
| 3   | Spanien   | Raúl Tamudo     | Espanyol Barcelona | 19   |
| 3   | Spanien   | Fernando Torres | Atlético Madrid    | 19   |
| 6   | Spanien   | Salva           | FC Málaga          | 18   |
| 6   | Spanien   | David Villa     | Real Saragossa     | 18   |

## Zuschauerschnitt
| Stadion                       | Verein          | Zuschauerschnitt |
| ----------------------------- | --------------- | ---------------- |
| Camp Nou                      | FC Barcelona    | 73.624           |
| Estadio Santiago Bernabéu     | Real Madrid     | 70.231           |
| Mestalla-Stadion              | FC Valencia     | 47.058           |
| Vicente-Calderón-Stadion      | Atlético Madrid | 45.208           |
| Estadio Ramón Sánchez Pizjuán | FC Sevilla      | 36.006           |
| Ligaschnitt                   | Ligaschnitt     | 29.653           |

Quelle:

## Die Meistermannschaft des FC Valencia
| 1.          | FC Valencia |
| FC Valencia | - Tor: Santiago Cañizares (37/-); David Rangel (1/-) - Abwehr: Amedeo Carboni (33/-); Carlos Marchena (31/2); Roberto Ayala (30/1); Curro Torres (30/1); Mauricio Pellegrino (20/2); Javier Garrido (15/-); David Navarro (12/-); Fábio Aurélio (2/-) - Mittelfeld: Rubén Baraja (35/8); Vicente (33/12); David Albelda (33/1); Francisco Rufete (27/2); Jorge López (26/4); Pablo Aimar (25/4); Xisco (22/1); Mohamed Sissoko (21/-); Fabián Canobbio (11/1) - Sturm: Mista (33/19); Miguel Angulo (22/2); Ricardo Oliveira (21/8); Juan Sánchez (10/1) - Trainer: Rafael Benítez |